# Хоментовский, Михаил Яковлевич
Михаил Яковлевич Хоментовский (1775—1846) — генерал-майор, генерал-квартирмейстер 2-й Западной армии в Отечественную войну 1812 года.
Родился в 1775 году, брат генерал-майора Фёдора Яковлевича Хоментовского. В военную службу вступил в Свиту Его Величества по квартирмейстерской части (Генеральный штаб) и в 1798 году получил первый офицерский чин. В 1803 году был поручиком.
В чине майора принимал участие в русско-турецкой войне 1806—1812 годов и за отличие под Туртукаем произведён в подполковники. 31 октября 1811 года награждён орденом св. Георгия 4-й степени (№ 1012 по кавалерскому списку Судравского и № 2305 по списку Григоровича — Степанова)
В воздаяние отличного мужества и храбрости, оказанных в сражении против турецких войск 23 июля 1810 года пред Шумлою, где был употреблен к разным по его званию поручениям и, будучи послан в самые опасные места, исполнял с особливою живостию и акуратностию все даваемые приказания, чрез что не мало способствовал к одержанию победы над неприятелем.
Вслед за тем он отличился в сражении при Батине и 6 марта 1812 года получил золотую шпагу с надписью «За храбрость».
Перед началом Отечественной войны 1812 года Хоментовский был назначен генерал-квартирмейстером 2-й Западной армии, оставаясь при этом в подполковничьем чине. Во время войны он уже состоял при Главной квартире. Во время Бородинского сражения он находился в распоряжении генерала Толя. После взятия французами Семёновских флешей под огнём восстанавливал боевые порядки 2-й Западной армии, лично участвовал в отражении нескольких атак неприятеля. За отличия в Бородинской битве досрочно получил чин полковника.
Произведённый в 1816 году в генерал-майоры Хоментовский был утверждён в должности генерал-квартирмейстера 2-й армии. Среди его наиболее крупных работ на этом посту следует отметить составление им большого атласа русско-турецких войн, прошедших в XVIII и начале XIX столетий.
В 1826 году Хоментовский по причине болезни был уволен в отпуск и окончательно вышел в отставку (с отчислением от Генерального штаба) в 1832 году. Скончался в 1846 году.
Н. П. Глиноецкий в своей «Истории русского Генерального штаба» дал следующую характеристику Хоментовского: «один из отличнейших офицеров, как по образованию, так и по боевой опытности».
Его сын Пётр был генерал-лейтенантом и помощником главного интенданта Военного министерства, а затем состоял в запасе в чине генерала от инфантерии.